# Faouzi Ghoulam
Faouzi Ghoulam, född 1 februari 1991, är en algerisk fotbollsspelare. Han har även representerat Algeriets landslag.